# Aryan Republican Army
Aryan Republican Army ist der Name einer kriminellen und terroristischen White-Power-Gruppe, die in den frühen 1990er Jahren in den Vereinigten Staaten aktiv war. Die Gruppe arbeitete vermutlich wenige Monate vor dem Bombenanschlag auf das Murrah Federal Building in Oklahoma City mit dem Terroristen Timothy McVeigh zusammen.  Ein weiterer Name, der der Organisation von den Medien gegeben wurde, war Midwest Bank Robbers.

## Kriminelle Aktivitäten
Mitglieder der Aryan Republican Army waren für 22 Banküberfälle im US-amerikanischen Mittleren Westen verantwortlich. Sie suchten sich diese Region aus, da sie vermuteten, dass dort die Sicherheitsvorkehrungen lockerer seien als im Rest des Landes. Bekannte Mitglieder der Gruppe waren Michael William Brescia, Mark William Thomas, Richard Lee Guthrie Jr., Peter Kevin Langan, Kevin McCarthy und Scott Stedeford. Nach ihrer Verhaftung sagten Guthrie, Langan, McCarthy und Thomas als Zeugen aus. Richard Lee Guthrie erhängte sich in seiner Zelle, einen Tag bevor er ein Fernsehinterview geben sollte. Dabei wollte er Aussagen zum Tod von Kenneth Michael Trentadue machen, der sich ebenfalls während seiner Haftzeit erhängt hatte. Die restlichen Mitglieder der Gruppe erhielten unterschiedlich lange Haftstrafen.

## Verbindungen zum Bombenanschlag in Oklahoma
Brescia und Guthrie wohnten in Elohim City, Oklahoma, einer Gemeinde aus Mitgliedern der Christian-Identity-Bewegung um Pfarrer Robert G. Millar. In der Gemeinde lebten weitere Mitglieder der rechtsextremen Bewegung. Auch weitere Mitglieder der ARA gingen dort ein und aus. Die Bundesbehörden konnten nachweisen, dass McVeigh am 5. April 1995 in Elohim City angerufen hatte, nur zwei Wochen vor den Bombenanschlägen. Fünf Zeugen bestätigten, dass Brescia sich drei Tage später, am 8. April 1995, in Tulsa mit McVeigh getroffen und dort für alle Getränke bezahlt habe. Zwei weitere Zeugen gaben an, McVeigh und Brescia seien Freunde gewesen. Zudem gab es mehrere Übereinstimmungen zwischen Guthrie und einem unbekannten Komplizen, der von der Polizei „John Doe Number Two“ getauft wurde. Timothy McVeighs Schwester Jennifer behauptete außerdem, ihr Bruder habe an einigen der Banküberfälle teilgenommen.

## Dokumentation
2010 wurde die Aryan Republican Army in der 82. Episode der Doku-Fernsehsendung Gangland porträtiert.